# Anolis insolitus
Anolis insolitus är en ödleart som beskrevs av  Williams och RAND 1969. Anolis insolitus ingår i släktet anolisar, och familjen Polychrotidae. Inga underarter finns listade i Catalogue of Life.